# František Lajčák
František Lajčák (Hongaars: Lajcsák Ferenc, ook: Laicsák Ferenc) (Banská Štiavnica, 12 december 1772 – Váradolaszi, 5 mei 1843) was bisschop van Rožňava van 1825 tot 1827. Aansluitend was hij gedurende 16 jaar bisschop van Oradea Mare. Bovendien was hij aangesteld als keizerlijk en koninklijk geheim raadslid.

## Biografie

### Priester
František Lajčák studeerde in de middelbare scholen van zijn geboorteplaats evenals in Eger (Hongarije).
In 1789 werd hij toegelaten bij de leerling-priesters van het aartsbisdom Esztergom.
Op 7 april 1795 werd hij in Trnava diaken gewijd. Nog hetzelfde jaar, op 28 december, wijdde bisschop József Vurum (°1763 - † 1838) van het bisdom Oradea Mare hem tot priester.

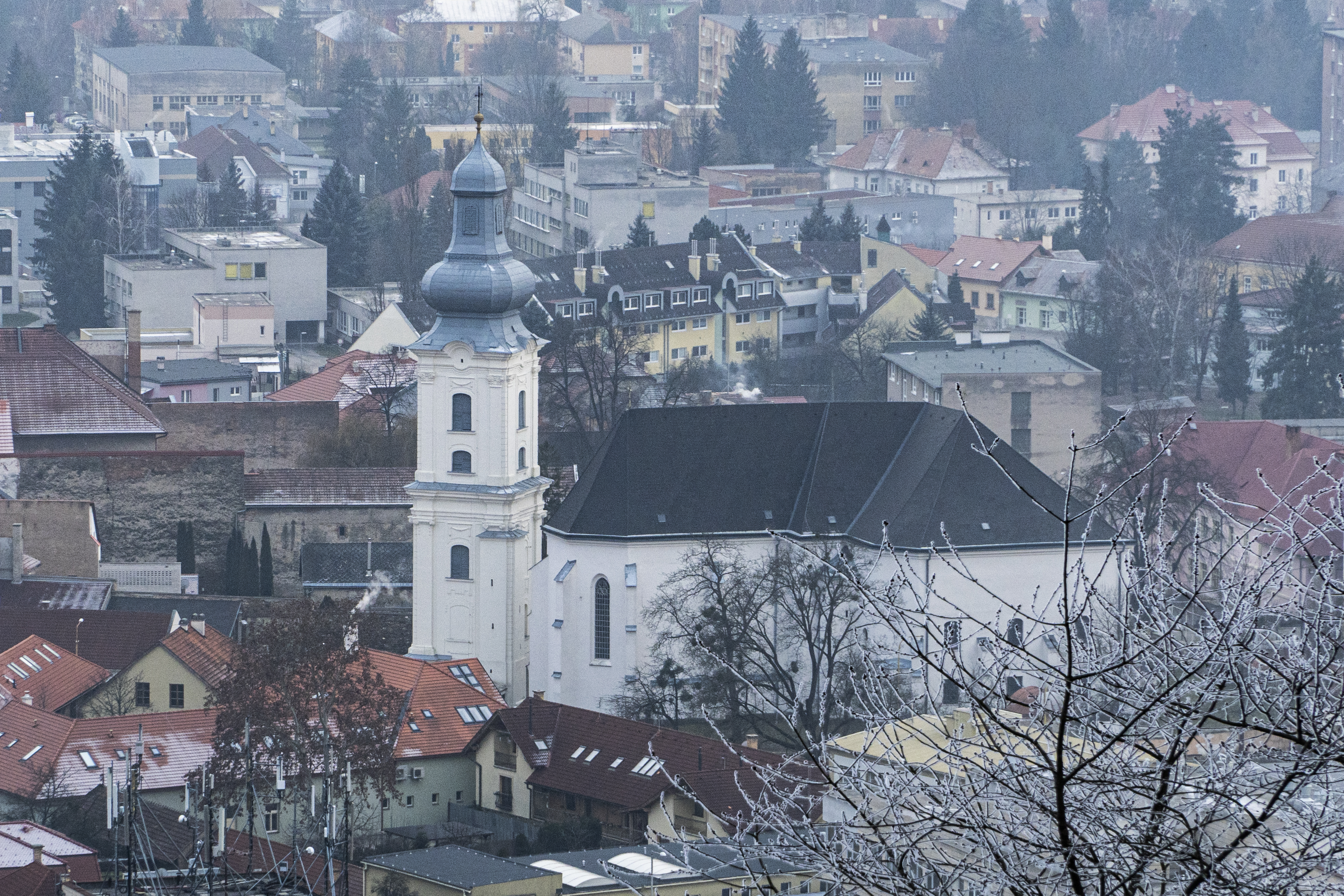
Kathedraal van Rožňava

Vanaf 1796 benutte Kardinaal József Batthyány Budán (°1727 - † 1799) de pas benoemde priester als klerk voor het aartsbisdom Esztergom.
Toen bisschop Miklós Kondé (°1730 - † 1802) in 1801 verhuisde naar het bisdom Oradea volgde František Lajčák hem naar deze nieuwe werkzetel. Hier bekleedde hij tot 1803 het ambt van secretaris.
Vervolgens werd hij aangesteld als directeur van het plaatselijk opleidingshuis voor priesters. Nadat deze instelling gesloten werd, zette Lajčák zijn ambt verder in het nieuwe opleidingshuis dat op 13 oktober 1806 opgericht werd door bisschop Ferenc Miklósy (°1739 - † 1811). František Lajčák bleef actief in het bisdom Oradea en werd er in 1823 aartsdiaken.

### Bisschop

#### Rožňava

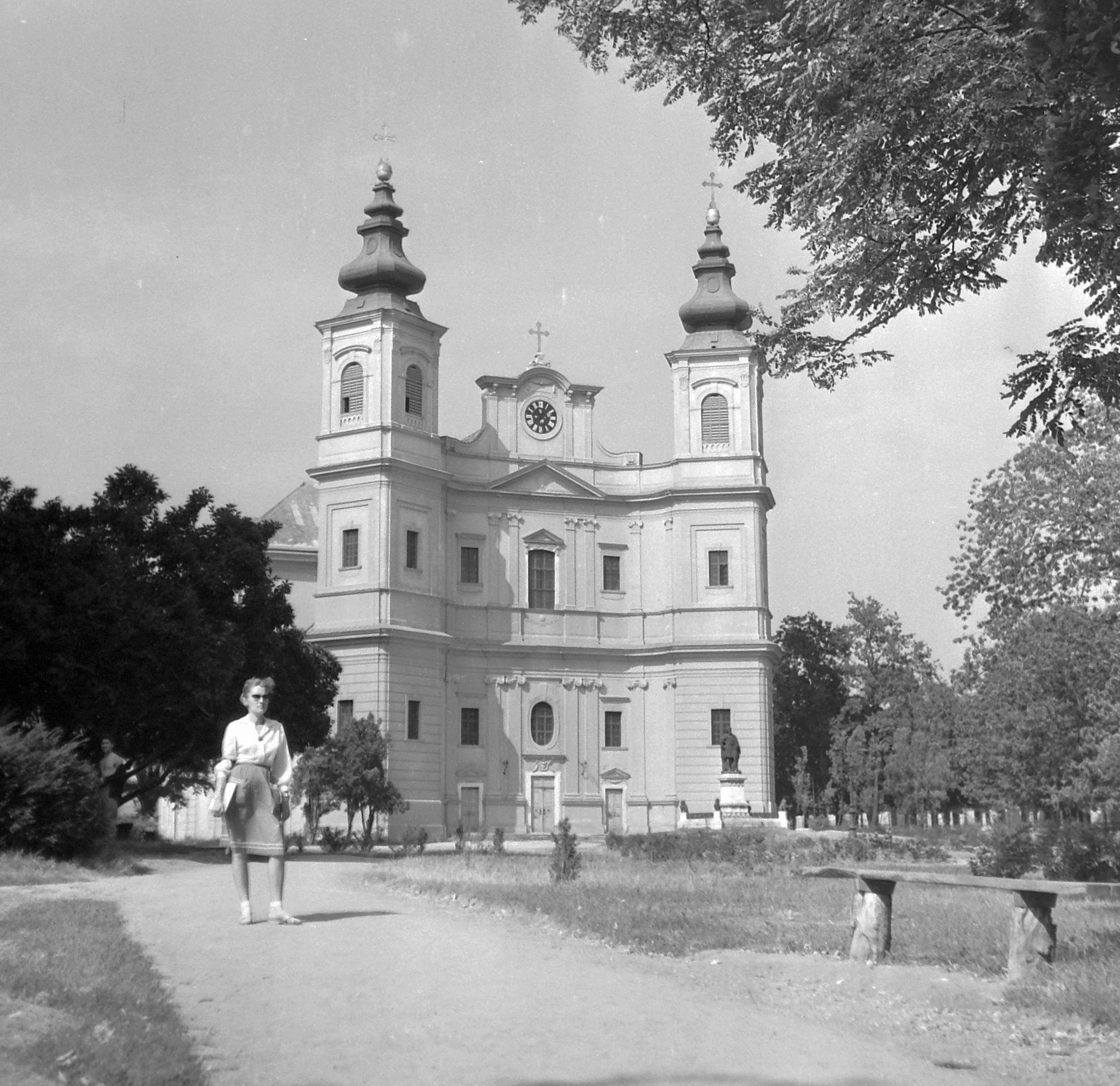
Kathedraal van Oradea

Op 18 februari 1825 werd František Lajčák geselecteerd als bisschop van Rožňava. De wijding geschiedde op 21 augustus 1825 onder leiding van József Vurum, bisschop van Oradea.

#### Oradea
Op 8 oktober 1827 werd František Lajčák van Rožňava terug overgeplaatst naar Oradea. Daar werd hij vanaf 27 november de nieuwe bisschop ter vervanging van József Vurum die overgeplaatst was naar het bisdom Nitra
Bekleed met de titel van "koninklijk raadslid" werd hij er bovendien aangesteld om de scholen in Oradea te leiden.
Bisschop František Lajčák stond bekend om zijn liefdadigheid: hij besteedde grote sommen geld aan het opvoeden, onderwijzen en onderhouden van kinderen, evenals aan de oprichting in 1831 van een middelbare school in Șimleu Silvaniei.

## Overlijden
František Lajčák was op 68-jarige leeftijd nog steeds actief maar werd op 15 juni 1840 getroffen door een beroerte. Als gevolg van deze kwaal verzocht hij zijn superieuren om te worden ontheven van zijn taken. Nadat dit was toegestaan, verliet hij op 16 november 1842 de bisschoppelijke residentie en verhuisde naar het kapucijnenklooster van Sint-Franciscus.
Hij overleed op 5 mei 1843 op 71-jarige leeftijd en was gedurende 48 jaar en 1 maand in dienst van de Rooms-Katholieke Kerk.